# Франс Халс
Франс Халс (хол. Frans Hals; рођен између 1580. и 1585. у Антверпену, умро 29. августа 1666. у Харлему) био је један од познатијих фламанских портретиста прве половине 17. века.
По њему је назван Музеј Франса Халса.

## Биографија
Франс Халс син од Франхојса Халса (Franchoys Hals) из Мехелна (Mecheln) и мајке Адриентген ван Гертенрик (Adriaentgen van Geertenryck). Отац му је био произвођач тканина (Ткач). 
1585. град Антверпен је био преузет од стране Шпанско-Хабзбургске војске, грађани који нису хтели да се покатоличе, били су једноставно приморани да напусте свој родни град. Већина тих избеглица били су занатлије, који су се настанили на подручју данашње Холандије. 
Већ од 1585. Халсови родитељи нису били уведени у књигу грађана Антверпена.
Дана 19. марта 1591. родио се Халсов млађи брат Дирк Халс (Dirck Hals 1591. – 1656).
1603. за само једно кратко време био је Халс ученик код Карела ван Мандера (Carel van Mander) који је такође потицао из Фламаније. 
Халсу је прве часове цртања давао Хендрик Голцијус, изузетан цртач и графичар. Између 1600. и 1603. године учио је код Карела ван Мандера старијег; осим што је упознао венецијански манир, Халс није ништа преузео од стваралаштва овог романисте. Халсова младалачка дела нису сачувана; најранија позната датирана слика — групни портрет Гозба официра чете св. Јориса — потиче из 1616. године. Исте године је посетио Антверпен и тамо се вероватно сусрео са Рубенсовим делима. Отада у непрекинутом низу настају портрети угледних грађана Харлема и њихових супруга, групни портрети официра стрељачких одреда и представника јавних институција, жанр-сцена са градских улица и кафана. 
Његова слава превазилази границе Харлема; око 1636 позван је у Амстердам да наслика групни портрет градске страже, међутим, због проблема са плаћањем и са моделима одустао је од овог посла а дело је завршио осредњи сликар П. Коде. Педесетих година 17. века остарелог уметника све више притискају самоћа, невоље и неимаштина; наруџби је све мање и мање — а ипак се његова уметност тада приближава врхунцу. У својој деветој деценији живота (1664), он се одужује граду за подршку сликањем групних портрета управитеља и управитељица дома за сиротињу у Харлему. У историји сликарства ретка су таква дела високог хуманог духа, а уједно и највећи домет Халсовог стваралачког генија. Две године касније умире у потпуној беди и сахрањен је о трошку града у хору харлемске цркве св. Бавона (Гроте Керк).

### Породица
Породица Халс настанила се у Харлему током Франсовог детињства. Он је цео свој дуги живот провео у том граду. Био је то буран живот боема који воли независност, смех, весело друштво и алкохол, који је стално у финансијским тешкоћама и дуговима — иако наруџбе не мањкају — који је у сукобу са законом и стално под притиском брига које му задаје породица са бројном децом — око дванаесторо деце из два брака. Ипак, све тешкоће и недаће на личном плану не гасе његов осмех — смех је Халсова животна мудрост — нити прекидају или гуше развој његовог талента: сјајан пут Халсове уметности је у непрестаном успону. 
Године 1610. постаје Франс члан удружења сликара у Харлему које се звало Лукас удружење. Те исте године жени се Франс Халс са Анетје Хармансдр. (Annetje Harmansdr). Дана 2. септембра 1611. родио се први син Хармен Халс (1611—1669). Почетком јуна 1615. умире му супруга, након рођења другог сина. Анетје је сахрањена на једном гробљу где су се сахрањивали само сиромашни. Током читавог свог живота Франс Халс је патио од хроничне беспарице, увек је био у заостатку плаћања дугова, како код пекара, тако и код месара, и у сликарском друштву где је био члан, морали су да га судски опомену да би добили своју чланарину. 
Године 1616. између октобра и новембра борави Халс поново у Антверпену, а децу је у међувремену оставио код дадиље да се о њима брине. Дадиља га је касније морала да тужи да би добила свој хонорар.
Дана 12. фебруара 1617. жени се поново Халс са Лизбет Рејнијерс (Lysbeth Reyniers) са којом је имао осморо деце.

### Пет синова који су постали сликари
- Хармен Халс (Harmen Hals 1611 — 1669)
- Франс Халс млађи II. (Frans Hals mlađi II 1618 — 1669)
- Јан Халс (Jan Hals 1620 — 1674)
- Рејниер Халс (Reynier Hals 1627 — 1671)
- Николас Халс (Nicolaes Hals 1628 — 1687)

Важније поруџбине почињу тек 1616. са групним сликама од стрељачког друштва. Сваке три године су се официри градске милиције опраштали од те војничке службе, са једном великом свечаношћу. За успомену са тог заједничког служења, ти официри су на једном групном банкету усликавани од стране разних сликара. У то време постојале су две групе милицијске војске: Св. Хадријан (St. Hadrians) и Св. Ђорђе (St. Georg), код задњег је Халс добровољно служио као одборник и од њих добива прву велику наруџбину.

## Делo
Халс је мајстор композиције, боје и вештог рада четкицом. Појавио се у време када је у Холандији изумирао манир италијанске провенијенције, а сликари су с усхићењем откривали свакодневницу и природу домаће средине, посебно се усмеравајући на приказ човека. Херојска нота и барокни динамизам у Халсовој реалистичкој уметности остају уравнотежени и хармонични. Изражава се директно и једноставно, уме да ухвати живот у самом његовом току и да на лицу прикаже одраз унутрашњег расположења трена, посебно осмех: са истим ентузијазмом слика наборе крагне или ресе шалова, блистав осмех једне служавке, блесак радости плавог младића или препланула лица официра грађанске страже. Ради много и с лакоћом. 
Његова композиција је једноставна и затворена: светлост обично долази са леве стране, модел је постављен у први план, његова сенка продубљује простор. Није му потребан припремни цртеж. Четкицом, смело сигуран и брз, истовремено црта и слика: даје облик, боју, светлост и материју. Потез је течан и широк а боје чисте; наслућује се тежња ка разрешавању локалног тона. Временом, Халсови потези постају све виртуознији и бржи, па слика поприма изглед скице док само платно трепери од живота.
Франс Халс у своје доба није био тако славан, али је зато био поштован. Портрети су били уско повезане поруџбине, које су се надалеко пружале чак и изван граница Харлема, за клијентелу коју је он временом стекао. 
Пуно његових модела били су јако познате личности из свакодневног живота, културе и уметности. Сликани су само чланови из високог друштва, као и представници из књижевности, учењаци, сликари, проповедачи и свештеници, а да не заборавимо да је имао част да портретира славног филозофа Рене Декарта 1649. Пред саму његову смрт.
Његови важнији портрети су слике из Харлемског стрељачког удружења које је он сликао након 1616. па све до 1637. када су напрасно престале да буду актуелне у целој Холандији. Халс се тада оријентише на мотиве као што су пијанци, цигани и жене у свакодневном послу а такође и многобројни дечји мотиви. 
Након смрти Петера Паула Рубенса, 1640. године и Антониса ван Дајка (Anthonis van Dyck), 1641. године, Франс Халс постаје један од важнијих сликара портрета у целој Холандији и са тиме осигурава своје интернационално признање. 

### Ученици
Међу његовим славним ученицима припадају следећи сликари:
- Адриен Брувер (Adriaen Brouwer 1605. ili 1606 — 1638)
- Адриен ван Остаде (Adriaen van Ostade 1610 — 1685)
- Филип Вуверман (Philips Wouwerman 1619 — 1668)
- Јудит Лејстер (Judith Leyster 1600. ili 1610 — 1660)
- Јан Минзе Моленер (Jan Miense Molenaer 1610 — 1668)

## Позната дела
Међу његовим сликама посебно су познате:
- „Банкет официра Св. Ђорђа-стрељачко друштво“ из 1616. године
- „Банкет официра Св. Хадријана-стрељачко друштво“ из 1626. године
- „Ромелпот свирач“ из 1618. и 1622. који је изведен у две варијанте, прва је са петоро деце а друга са шесторо деце.

Многи каснији импресионистички сликари су у Франс Халсу видели претечу импресионизма.
Франс Халс је умро 29. августа 1666. у Харлему а сахрањен је 1. септембра у цркви Св. Баво уз велике почасти.

## Галерија
- Свети Јован Крститељ
- Дечак са флаутом
- Портрет Вилема Којманса
- Вјештица из Харлема
- Портрет сликара Јана Аселена
- Свирач фрикционог бубња